# Henri Crouzel
Henri Marie Alfred Crouzel est un Jésuite et prêtre catholique, professeur de morale puis de patrologie à l'Institut catholique de Toulouse, professeur invité à l'Université grégorienne de Rome, à  l'Institut patristique Augustinianum et à l'Université pontificale du Latran, né à Toulouse le 1er janvier 1919, et mort à Pau le 29 avril 2003. 
Il était un spécialiste incontesté d'Origène.

## Biographie
Henri Crouzel est le fils d'Henri Crouzel, bibliothécaire, mort le 17 septembre 1918 à Adinkerke, en Flandre Occidentale, en Belgique, petit-fils de Jacques Crouzel (1852-1941) bibliothécaire en chef de la bibliothèque universitaire de Toulouse en 1914, et de Madeleine Blazy (1888-1966). Il a été adopté par la Nation en vertu d'un jugement rendu par le Tribunal civil de Toulouse le 24 avril 1920. Il est le frère de Robert Crouzel (1911-2000), docteur en droit, et de Fernand Crouzel (1919-2003), prêtre catholique, professeur de géologie et de paléontologie à l'Institut catholique de Toulouse.
Il a commencé ses études dans l'école enfantine des Dames de Nevers à sept ans, puis dans le collège Saint-Stanislas de la Compagnie de Jésus, et, en 1928, au lycée du Caousou. Bien qu'il ait voulu suivre la voie du sacerdoce prise par son frère Fernand Crouzel après avoir passé son baccalauréat, mais dans la Compagnie de Jésus, sa mère lui a demandé de continuer ses études dans la classe de Rhétorique Supérieure du lycée Gambetta, actuel Pierre-de-Fermat, et a passé un certificat de licence en lettres classiques en 1936.
En 1936, il entre dans le noviciat de la Compagnie de Jésus de Mons, près de Condom (Gers). Après deux années d'initiation, il continue au Juvénat de Florenne près de Namur, en Belgique.
Dès le début de la Seconde Guerre mondiale, il est mobilisé en décembre 1939. Il est réformé en mars 1942 pour cause de maladie. Il continue alors ses études avec une licence de lettres classiques, une licence de philosophie scolastique puis des études de théologie à Enghien jusqu'en juillet 1951. Il va se passionner pour l'étude des Pères de l'Église, en particulier les œuvres d'Origène.
Il est ordonné prêtre par le cardinal Liénart le 30 juillet 1950.
À partir de 1952 il enseigne la philosophie au collège Saint-François-Régis de Montpellier. Il travaille sur sa thèse Théologie de l'image de Dieu chez Origène qu'il soutient en 1954 à la Faculté de théologie de l'université de Strasbourg.
En février 1955 il entre comme maître de conférences chargé de l'enseignement de la morale à l'Institut catholique de Toulouse. Il est titularisé professeur en 1959. Henri Crouzel est transféré de la chaire de morale à la chaire de théologie positive et de patristique de l'Institut catholique de Toulouse en 1973, après la mise à la retraite du Révérend Père Ephrem Boularand
Il soutient sa thèse de doctorat à la Sorbonne en 1961 sur Origène et la connaissance mystique. Il organise des colloques internationaux sur Origène, à Montserrat en 1973, Bari en 1977, Manchester en 1981, Innsbrück en 1985, Boston en 1989, Chantilly en 1993, Cassel en 1997. Les travaux de ces rencontres sont publiés dans Origeniana. Il a complété cet action par la publication de la Bibliographie critique d’Origène, publiée chez Martin Nijhoff en 1971, et augmentée de deux suppléments en 1982 et 1996, qui traite des écrits du champ  origénien des origines à 1992. Avec Manlio Simonetti, il a publié aux Sources chrétiennes Les Principes d'Origène en 5 volumes.
Il dirige la publication du Bulletin de littérature ecclésiastique de l'Institut catholique de Toulouse et continue à publier ses travaux sur Origène, au total plus de 300 publications.
Il donne des cours de patristique comme professeur invité à l'université pontificale Grégorienne, à l'Institut pontifical Augustinianum et à l'université pontificale du Latran.

## Publications
- Initiation à la vie politique et économique, classe de troisième, Les éditions de l'école, Paris, 1947
- Théologie de l'image de Dieu chez Origène Thèse présentée pour le doctorat en théologie à Strasbourg, Aubier, éditions Montaigne (collection Théologie no 34), 1956,  (E. Boularand, « Une thèse sur Origène », dans Bulletin de littérature ecclésiastique, 1956, tome 57, no 4, p. 172-176)
- Origène et la « connaissance mystique » (préface du R. P. Henri de Lubac) thèse de doctorat ès lettres soutenu à la Sorbonne, Desclée de Brouwer (collection Museum Lessianum, section théologie, no 56), 1961, (compte rendu par M. de Certeau, dans Bulletin de littérature ecclésiastique, 1961, tome 62, no 4, p. 293-297)
- La Passion de l'Impassible : Un essai apologétique et polémique du IIIe siècle, Aubier, Paris, 1963
- Origène et la philosophie, Aubier, Éditions Montaigne, 1962 compte rendu par Fernand Van Steenberghen, dans Revue Philosophique de Louvain, 1968, no 92, p. 726-727
- Virginité et mariage selon Origène, Desclée de Brouwer (collection Museum Lessianum, section théologie, no 58), 1963
- L'Église primitive face au divorce, Beauchesne (collection Théologie historique no 13), Paris, 1971
- L'exégèse origénienne de I Corinthiens 3, 11-15 et la purification eschatologique, dans Epektasis Mélanges Daniélou, Paris, 1972, p. 273-283,  (ISBN 978-2-70102766-1)
- Origène, Lethielleux (collection Le Sycomore. Chrétiens d'aujourd'hui), Paris, Culture et vérité, Namur, 1985.
- « L'édition Delarue d'Origène rééditée par J.-P. Migne », dans Théologie historique, no 66, Migne et le renouveau des études patristiques, Paris, 1985, p. 225-253,  (ISBN 978-2-70102431-8)
- « Un "hérétique" commingeois: Vigilance de Calagurris », dans Mémoires de l'Académie des sciences, inscriptions et belles-lettres de Toulouse, 1985, volume 147, p. 163-174 (lire en ligne)
- Les fins dernières selon Origène, Routledge (collection Variorum), 1990
- avec Michel Lagrée, Jean-Marie Sevrin, Antoine Vergote, Frédéric Boyer et Christian Duquoc, Figures du démoniaque hier et aujourd'hui, Presses de l’Université Saint-Louis, Bruxelles, 1992,  (ISBN 978-2-80280083-5) (Henri Crouzel, Chapitre II. Le démoniaque dans l’œuvre d’Origène (lire en ligne))
- Origène et Plotin. Comparaisons doctrinales, Pierre Téqui éditeur (collection Croire et savoir), 1993
- Bibliographie critique d'Origène, Steenbrugge, 1971, Brepols publishers Turnhout, Supplément I, 1982, Supplément II, 1996

### Commentaires et traductions
- Grégoire le Thaumaturge. Remerciement à Origène, suivi de la lettre d'Origine à Grégoire (texte grec, introduction, traduction et notes), Éditions du Cerf (collection Sources chrétiennes no 148], 1969 compte rendu par Emmanuel Amand de Mendieta dans L'Antiquité Classique, 1971, tome 40, fascicule 1, p. 288-290
- Une controverse sur Origène à la Renaissance : Jean Pic de la Mirandole et Pierre Garcia (textes présentés, traduits et annotés par Henri Crouzel, préface du Père Henri de Lubac), Librairie philosophique J. Vrin, Paris, 1977
- Origène, Traité des principes (édité et commenté par Henri Crouzel et Manlio Simonetti), Éditions du Cerf, Paris, 1980-1988, 5 vol.
- Origène, Commentaire sur le Cantique des cantiques (Luc Brésard, Henri Crouzel, Marcel Borret), Éditions du Cerf, Paris, 1991-1992, 2 vol.
- Origène, Homélies sur les Psaumes 36 à 38 (texte critique, introduction, traduction et notes Emanuela Prinzivalli, Henri Crouzel et Luc Brésard), Éditions du Cerf (collection Sources chrétiennes 411), Paris, 1995
- Origène, Homélies sur saint Luc (Pierre Périchon, Henri Crouzel, François Fournier), Éditions du Cerf, Paris, 1998

### Bulletin de littérature ecclésiastique
- Chroniques origéniennes depuis 1967 jusqu'en 1996
- « Origène et Plotin, élèves d’Ammonios Saccas », 1956, tome 57, no 4, p. 193-214 (lire en ligne)
- « Le dogme de le Rédemption dans l'Apocalypse », 1957, tome 58, no 2, p. 65-92 (lire en ligne)
- « Notes chroniques sur Origène », 1958, tome 59, no 1, p. 3-12 (lire en ligne)
- « Origène est-il un systématique ? », 1959, tome 60, no 2, p. 81-116 (lire en ligne)
- « Origène devant l'Incarnation et devant l'Histoire », 1960, tome 61, no 2, p. 81-110 (lire en ligne)
- « Recherches sur Origène et son influence », 1961, tome 62, no 1, p. 3,15 (lire en ligne), (suite) no 2, p. 105-113 (lire en ligne)
- « Origène et la structure du sacrement », 1962, tome 63, no 2, p. 81-104 (lire en ligne)
- « Le problème du droit de guerre dans la pensée de Pie XII» , 1962, tome 63, no 4, p. 293-299 (lire en ligne)
- « Origène s'est-il retiré en Cappadoce pendant la persécution de Maximin le Thrace ? », dans Bulletin de littérature ecclésiastique, 1963, tome 64, no 3, p. 195-203 (lire en ligne)
- « La distinction de la “typologie” et de l'“allégorie” », 1964, tome 65, no 3, p. 161-174 (lire en ligne)
- « Pic de la Mirandole et Origène », 1965, tome 66, no 2, p. 81-106 (lire en ligne), suite, no 3, p. 174-194 (lire en ligne), suite, no 4, p. 272-288 (lire en ligne)
- « Un nouveau plaidoyer pour un Origène systématique », 1967, tome 68, no 2, p. 128-131 (lire en ligne)
- « Le colloque sur saint Hilaire de Poitiers et son temps (sept.-oct. 1968) », 1968, tome 69, no 4, p. 290-292 (lire en ligne)
- « Les Pères de l'Église ont-ils permis le remariage après séparation », 1969, tome 70, no 1, p. 3-43 (lire en ligne)
- « Origène et le sens littéral dans ses “Homélies sur l'Hexateuque” », 1969, tome 70, no 4, p. 241-263 (lire en ligne)
- « L'école d'Origène à Césarée. Postscriptum à une édition de Grégoire le Thaumaturge », 1970, tome 71, no 1, p. 15-27 (lire en ligne)
- « Le canon 10 (ou 11) du concile d'Arles de 314 sur le divorce », 1971, tome 72, no 2, p. 128-131 (lire en ligne)
- « L'exil d'Hérode Antipas à Lugdunum Convenarum (Saint-Bertrand-de-Comminges) », 1971, tome 72, no 3, p. 224-225 (lire en ligne)
- « Saint Jérôme et ses amis toulousains », 1972, tome 73, no 2, p. 125-146 (lire en ligne)
- « Chronologie proposée du prêtre commingeois Vigilance de Calagurris (Saint-Martory) », 1972, tome 73, no 4, p. 265-266 (lire en ligne)
- « Deux textes de Tertullien concernant la procédure et les rites du mariage chrétien », , 1973, tome 74, no 1, p. 3-13 (lire en ligne)
- « La doctrine du caractère sacerdotal est-elle en contradiction avec la tradition occidentale d'avant le XIIe siècle et avec la tradition orientale ? », 1973, tome 74, no 4, p. 241-262 (lire en ligne)
- « À propos du concile d'Arles : Faut-il mettre non avant prohibentur nubere dans le canon 11 (ou 10) du concile d'Arles de 314 sur le remariage après divorce ? », 1974, tome 75, no 1, p. 25-40 (lire en ligne)
- « Le remariage après séparation pour adultère selon les Pères latins », 1974, tome 75, no 3, p. 189-204 (lire en ligne)
- « Qu'a voulu faire Origène en composant le Traité des Principes », 1975, tome 76, no 3, p. 161-186 (lire en ligne), suite, no 4, p. 241-260 (lire en ligne)
- « “Selon les lois établies par nous” : Athénagore, Supplique, chap. 33 », 1975, tome 76, p. 213-217 (lire en ligne)
- « Conviction intérieure et aspects extérieurs de la religion chez Celse et Origène », 1976, tome 77, no 2, p. 81-98 (lire en ligne)
- « Un “résistant” toulousain à la politique pro-arienne de l'empereur Constance II : l'évêque Rhodanius », 1976, tome 77, no 3, p. 173-190 (lire en ligne)
- « Mort et immortalité selon Origène », 1978, tome 79, no 1, p. 19-38 (lire en ligne), (suite), no 2, p. 81-96 (lire en ligne), no 3, p. 181-196 (lire en ligne)
- « Origène est-il la source du catharisme ? », 1979, tome 80, no 1, p. 3-28 (lire en ligne)
- « La doctrine origénienne du corps ressuscité », 1980, tome 81, no 3, p. 175-200 (lire en ligne), suite no 4, p. 241-266 (lire en ligne)
- « Quelques remarques concernant le texte patristique de Mt 19,9 », 1981, tome 82, no 2, p. 83-92 (lire en ligne)
- « Une nouvelle étude sur les origines du célibat ecclésiastique », 1982, tome 83, no 4, p. 293-297 (lire en ligne)
- « Un colloque sur les motivations de la conscience », 1982, tome 83, no 4, p. 297-299
- « Christine Thouzellier », 1983, tome 84, no 4, p. 296-297 (lire en ligne)
- « Le cœur selon Origène », 1984, tome 85, no 1, p. 5-16 (lire en ligne), suite no 2, p. 99-110 (lire en ligne)
- « Sacerdoce et laïcat », 1985, tome 86, no 4, p. 309-313 (lire en ligne)
- « La concupiscence charnelle selon saint Augustin », 1987, tome 88, no 3-4, p. 287-308
- « Diable et démons dans les homélies d'Origène », 1994, tome 95, no 4, p. 303
- « Saint Jérôme et ses amis toulousains », 1999, tome 100, no 3-4, p. 319-337

### Augustinianum
- Les "digamoi" visés par le Concile de Nicée dans son canon 8, Vol. 18, no 3, p. 533-546
- « Les doxologies finales des homélies d'Origène selon le texte grec et les versions latines in Ecclesia orans. Mélanges A. G. Hamman », 1980, Vol.20, no 1-2, p. 95-107
- « Les citations d'Origène dans le "Livre d'Étincelles" de Defensor de Ligugé », 1984, vol. 24, no 3, p. 385-394
- « Origène a-t-il tenu que le Règne du Christ prendrait fin? in L'origenismo », 1986, Vol. 26, no 1-2, p. 51-61
- « Origene e l'origenismo : le condanne di Origene », 1986, Vol. 26, no 1-2, p. 295-303

### Gregorianum
- « Séparation ou remariage selon les Pères anciens », 1966, tome 47, p. 472-494
- « Les critiques adressées par Méthode et ses contemporains à la doctrine origénienne des corps ressuscités », 1972, tome 53, p. 679-716 (lire en ligne)
- « Les personnes de la Trinité sont-elles de puissance inégale selon Origène, Peri Archôn 1,3,5-8 » , 1976, volume 57, p. 109-123
- « L'Hadès et la Géhenne selon Origène », 1978, volume 59, p. 291-331
- « Faut-il voir trois personnages en Grégoire le Thaumaturge? : à propos du "Remerciement à Origène" et de la "Lettre à Grégoire" », 1979, volume 60, p. 287-320
- « La cristologia in Gregorio Taumaturgo », 1980, volume 61, p. 745-755

### Biographie
- André Dupleix (éd.), Recherches et Tradition. Mélanges patristiques offerts à Henri Crouzel, Beauchesne (collection Théologie historique no 88), Paris, 1992,  (ISBN 2-7010-1253-8)
- Fernand Crouzel, « Le Père Henri Crouzel », dans Théologie historique, no 88, Prie, 1992 (extrait)
- Francis Lescure, « Éloge du R.P. Henri Crouzel s.j. », dans Mémoires de l'Académie des sciences, inscriptions et belles-lettres de Toulouse, 2004, volume 166, p. 61-58 (lire en ligne)